# ExoMars

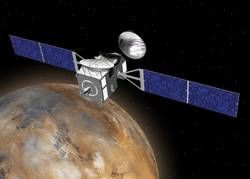
ExoMars Trace Gas Orbiter mit Entry, Descent and Landing Demonstrator Module

ExoMars ist ein mehrteiliges Raumsondenprojekt der Europäischen Weltraumorganisation ESA, ursprünglich in Zusammenarbeit mit der russischen Raumfahrtagentur Roskosmos. Der Name steht für Exobiologie auf dem Mars. Nach den US-amerikanischen Viking-Sonden in den 1970er Jahren soll erstmals wieder aktiv nach ehemaligem oder sogar aktuellem Leben auf dem Mars geforscht werden.
Am 14. März 2016 um 9:31 UTC wurde der ExoMars Trace Gas Orbiter von Baikonur mit einer russischen Proton-Rakete in den Weltraum befördert, welche bereits in den 1970er Jahren sowjetische Sonden zum Mars beförderte. Die ESA-Raumsonde mit zahlreichen Instrumenten an Bord erreichte die Kreisbahn um den Mars am 19. Oktober 2016 wie geplant. Mit der später abgesetzten Landesonde Schiaparelli konnte hingegen kein Kontakt hergestellt werden. 2017 wurde abschließend ein Versagen der Steuerelektronik für einen harten Aufschlag und damit einen Totalverlust der Abstiegsstufe verantwortlich gemacht.
2022 sollte der Rover Rosalind Franklin folgen. Auch diese für 2018 geplante Mission sollte ursprünglich mit einer russischen Proton-Rakete gestartet werden. Neben den beiden Raketen sollte Roskosmos die Landeeinheit (Kazachok) für den Rover, sowie einige Messinstrumente auf dem Rover selbst bereitstellen. Überwacht werden sollen die Missionen vom Europäischen Raumflugkontrollzentrum (ESOC) in Darmstadt. Für die Steuerung des Rovers wurde in Turin (Italien) das Rover Operations Control Centre (ROCC) eingerichtet. Als Teil der Sanktionen gegen Russland als Reaktion auf den Angriff auf die Ukraine teilte die ESA die Beendigung der Zusammenarbeit mit Roskosmos mit. Ein Start im Jahr 2022 war damit nicht mehr möglich. Im November 2022 entschied die ESA, den Rover im Jahr 2028 mit einem eigenen Lander zum Mars zu bringen. Die neue Planung sieht eine neu konstruierte Landeplattform der ESA und eine Zusammenarbeit mit NASA vor. Der neue Lander hat in dieser neuen Planung nur eine kurze Lebensdauer, keine eigenen wissenschaftlichen Experimente und wird nur den Rover absetzen. ExoMars Trace Gas Orbiter wird die schwachen Signale des Rovers empfangen und als Relaisstation zur Erde senden. 

## Ziele der Missionen
Das ExoMars-Programm soll wichtige Technologien im Hinblick auf zukünftige Missionen einsetzen, auch im Hinblick auf eine Probenrückführung zur Erde (Mars Sample Return). Wichtige Bestandteile sind:
- Das Entry, Descent and Landing Module (EDM), um eine Nutzlast erfolgreich auf die Marsoberfläche zu bringen
- Mobilität auf der Oberfläche unter Verwendung eines Rovers
- Sammeln von Proben auf der Oberfläche
- Wissenschaftliche Untersuchungen der Proben

Wissenschaftliche Ziele sind dabei:
- Suche nach vergangenem oder aktuellem Leben auf dem Mars
- Untersuchung, wie sich Wasser und die geochemische Umgebung verändert
- Untersuchung von Spurengasen in der Atmosphäre sowie deren Quellen

## ExoMars Trace Gas Orbiter
Die Mission ExoMars Trace Gas Orbiter wurde am 14. März 2016 mit einer russischen Proton-Rakete gestartet. Sie bestand zunächst aus einem Orbiter, der Spurengase wie Methan in der Marsatmosphäre untersuchen soll, sowie dem Lander Schiaparelli, mit dem die Landung auf dem Mars erprobt werden sollte. Nachdem sich der Lander von seinem Mutterschiff gelöst hatte, trat der Orbiter am 19. Oktober 2016 erfolgreich in eine Umlaufbahn um den Mars ein. Im Verlauf der Landung des Landers am gleichen Tag brach der Funkkontakt mit Schiaparelli kurz vor dem erwarteten Zeitpunkt der Landung ab und konnte nicht wiederhergestellt werden. Die ESA vermutet, dass Schiaparelli die Triebwerke zum Abbremsen bereits in einer Höhe von zwei bis vier Kilometern abgeschaltet hat. Von dort aus ist der Lander mit etwa 300 Kilometern pro Stunde Richtung Mars gefallen. Beim Aufprall könnten die Treibstofftanks explodiert sein, die höchstwahrscheinlich noch gefüllt waren. Bilder des Mars Reconnaissance Orbiters (MRO) der Nasa zeigen die Absturzstelle des Landers sowie den etwa 1 Kilometer südlich davon liegenden Fallschirm.
Das Scheitern der Landung hatte jedoch keine grundlegenden Folgen für das damals im Jahr 2020 geplante Absetzen des europäischen ExoMars Rovers. Am 2. Dezember 2016 gab die ESA die benötigten Gelder frei.

## ExoMars Landeplattform und Rover

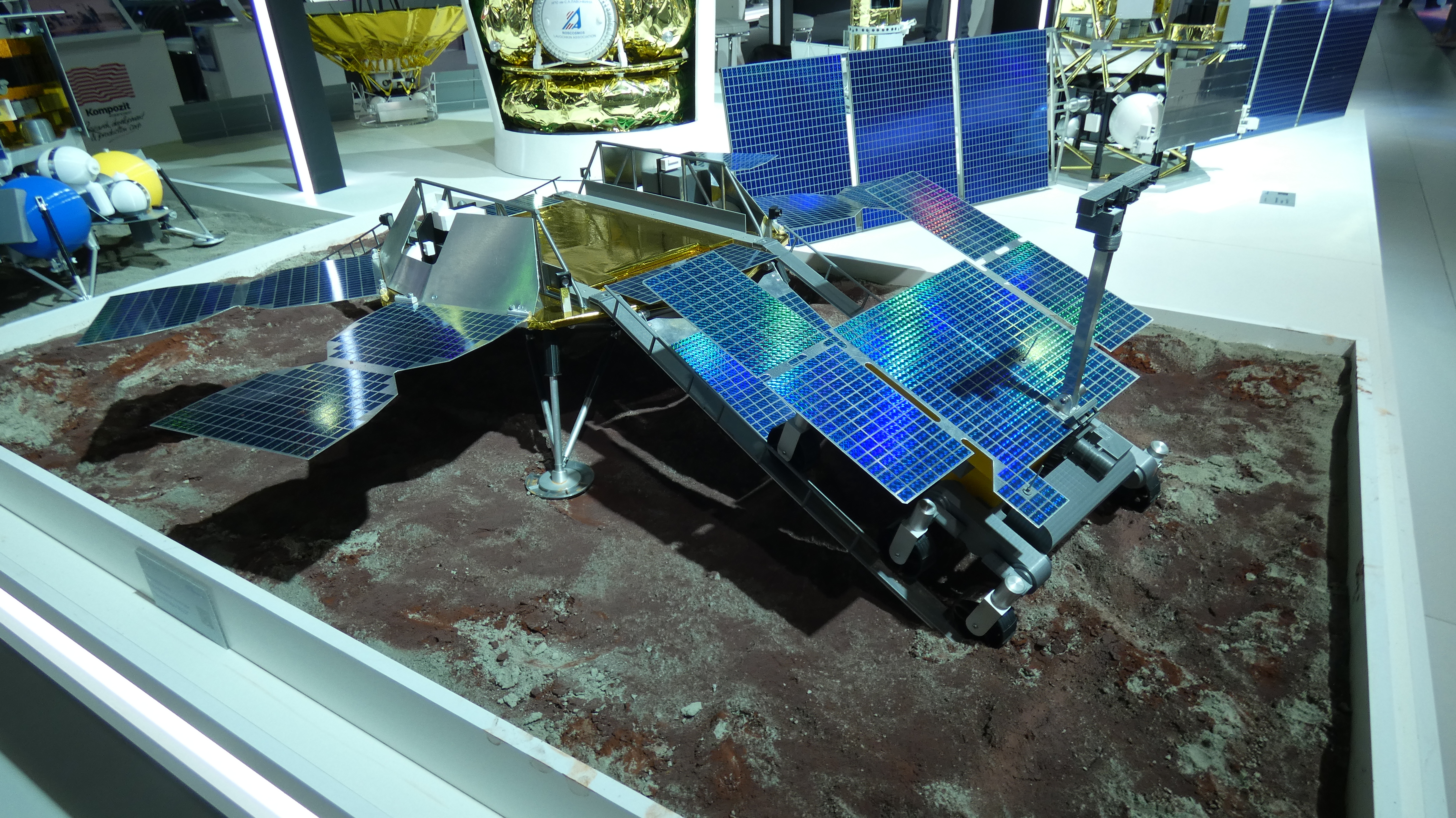
Modelle des Landers und des Rovers auf der Luft- und Raumfahrtmesse MAKS-2021

Für das Jahr 2022 war eine Landeplattform von Roskosmos und ein Rover von der ESA geplant, mit denen die Oberfläche des Mars detailliert untersucht werden soll. Der Start war zunächst für 2018 angekündigt, wurde aber im Mai 2016 aufgrund von „Verzögerungen der industriellen Aktivitäten und der Lieferung der wissenschaftlichen Nutzlast“ auf den 25. Juli 2020 verschoben. Nach zwei fehlgeschlagenen Fallschirmtests im Mai und August 2019 sowie weiteren Verzögerungen bei der Entwicklung der Raumsonde gab die ESA im März 2020 eine erneute Verschiebung auf das Jahr 2022 bekannt. Dabei hätte es zwei jeweils 10-tägige Startfenster zum Mars im Zeitraum August bis Oktober 2022 gegeben. Als Teil der Sanktionen gegen Russland als Reaktion auf den Angriff auf die Ukraine teilte die ESA mit, dass ein Start im Jahr 2022 nicht durchgeführt und die Kooperation mit Roskosmos gestoppt wird. Der Start soll nun im Jahr 2028 erfolgen.
Wichtigstes Instrument ist ein Bohrer, mit dem Proben aus bis zu zwei Metern Tiefe gewonnen werden können. Die so gewonnenen Proben sind nicht von der Erosion der Oberfläche aus der jüngeren Vergangenheit betroffen und können damit einen Einblick in die Geschichte des Mars liefern. Auch hier ist eine Untersuchung auf ehemaliges oder aktuelles Leben wie auch geochemische Aktivitäten das wichtigste Ziel der Mission.

### Ablauf der Landung
Die Landeplattform und der Rover sollen als eine Einheit auf dem Mars landen. Zurzeit ist geplant, mit zwei Fallschirmen zu landen. Der erste löst schon bei Überschallgeschwindigkeit aus und der zweite nach der Verlangsamung auf Unterschallgeschwindigkeit. Danach wird der Hitzeschild abgeworfen und mit den Bremsraketen an der Unterseite der Plattform die finale, weiche Landung auf der Marsoberfläche durchgeführt.
Der Rover wird nach der Landung über eine Rampe von der Plattform fahren und seine Arbeit aufnehmen. So soll die Orientierung und Rotation des Mars mit Funkwellen beobachtet werden (LaRa Experiment), wobei die Radialgeschwindigkeit zwischen dem Sender auf dem Mars und einem Empfänger auf der Erde mit Hilfe des Doppler-Effekts gemessen wird. Dadurch kann eine Veränderung in der Bewegung der Marsrotation erkannt werden, zum Beispiel durch Masseverschiebungen der Eiskappen an den Marspolen. Auch wird die Temperatur, Luftfeuchtigkeit und UV-Strahlung während der verschiedenen Jahreszeiten des Mars überwacht.

## Geschichte der Planung

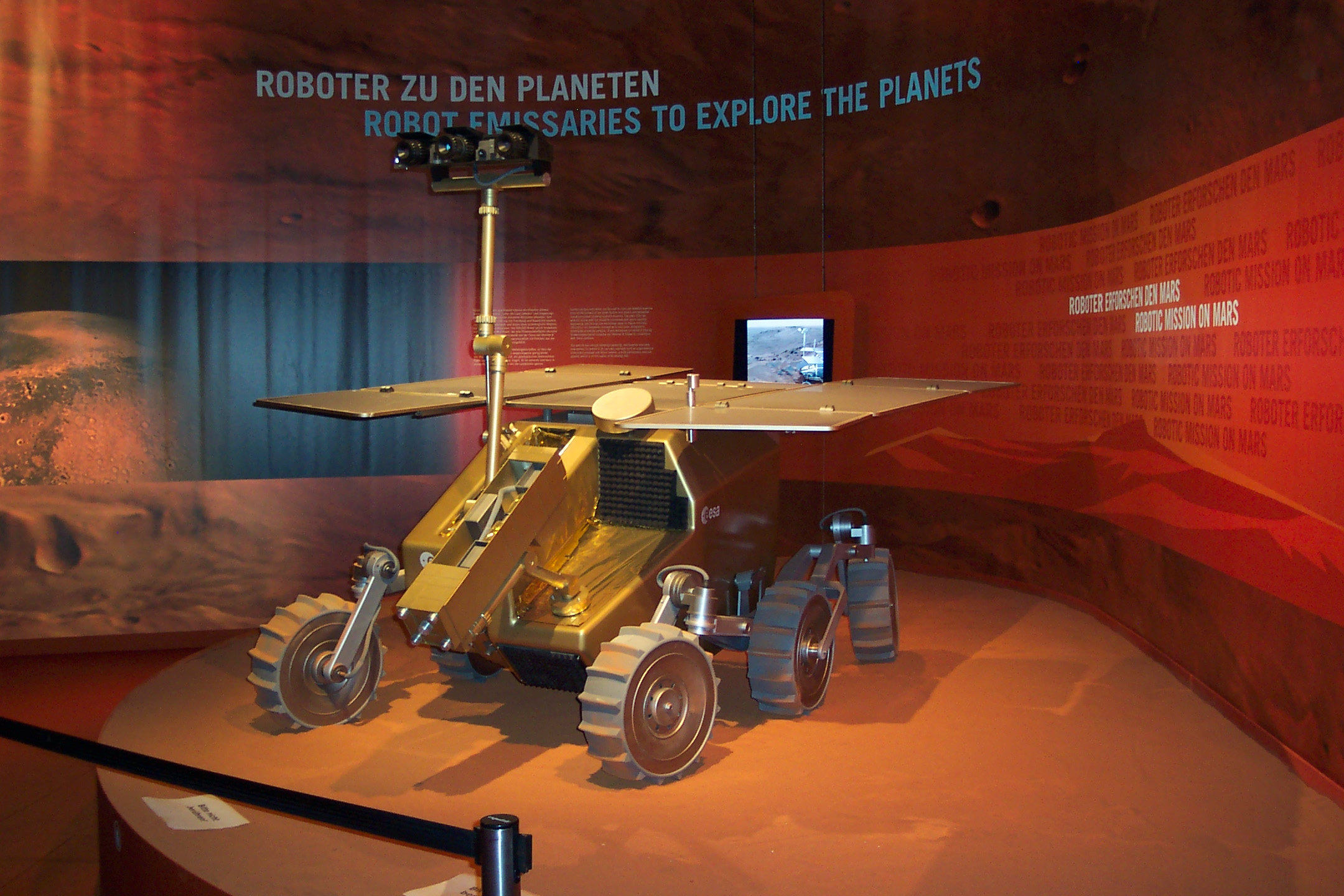
Älteres ExoMars-Modell auf der ILA 2006 (Berlin)

### Europäische Mars-Mission
ExoMars begann als rein europäisches Projekt und wurde im Laufe der Jahre immer wieder wesentlich verändert. Während erste Planungen von einem Start im Jahr 2009 ausgingen, erwog man über einen längeren Zeitraum den Rover 2011 mit einer Sojus-2-Rakete von Kourou aus zu starten. Die Landung sollte zwei Jahre später (2013) erfolgen. Im November 2006 verschob die ESA den Starttermin auf 2013, um mehr Zeit zur Entwicklung von Schlüsseltechnologien zu haben. Die Reise zum Mars sollte nun lediglich ein Jahr dauern und die Landung schon 2014 erfolgen. Im Herbst 2008 wurde eine erneute Startverschiebung auf Anfang 2016 von der ESA angekündigt. Die Kosten der Mission sollten ursprünglich etwa 650 Millionen Euro betragen.
Die Startmasse der Raumsonde, bestehend aus einer Vorbeiflugsonde und einer Landesonde, sollte 1.500 kg betragen, wovon circa 850 kg auf das Landemodul entfallen. Der sechsrädrige Rover selbst sollte etwa 1,6 m lang, 1,2 m breit und 250 kg schwer sein, dies ist etwa die Größenordnung eines MER-Rovers. Das Fahrzeug sollte mit insgesamt 18 mit Solarstrom betriebenen Motoren und 27 Sensoren ausgerüstet und in der Lage sein, weitgehend autonom mit einer Geschwindigkeit von bis zu 100 Metern pro Stunde über die Marsoberfläche zu fahren und dabei über mehrere Monate die Marsoberfläche inspizieren. An unterschiedlichen Punkten sollten mit Hilfe eines Bohrers aus bis zu 2 m Tiefe Bodenproben entnommen werden. Die Raumsonde sollte bei Alcatel Alenia Space gebaut werden. Beim Treffen des Europäischen Weltraumrates im Dezember 2005 wurde die Finanzierung der Sonde beschlossen, an der sich Deutschland mit 86 Millionen Euro beteiligen wird. In diesem Rahmen wurden seit Januar 2006 Räder für den Rover vom Deutschen Zentrum für Luft- und Raumfahrt in Köln-Porz entwickelt.

### Erweiterter Missionsumfang und NASA-Beteiligung
2006 wurde dann darüber nachgedacht, statt der Vorbeiflugsonde einen Orbiter zu starten. Diese würde eine von den NASA-Raumsonden (speziell MRO) unabhängige Kommunikation mit der Erde sowie die Mitnahme eines Nutzlastpakets von etwa 30 kg Masse in den Marsorbit erlauben. Um aber einen zusätzlichen Orbiter starten zu können, hätte der Start mit einer Ariane 5 erfolgen müssen. Dafür wären zusätzliche 175 Millionen Euro für die Entwicklung des Orbiters und die stärkere Trägerrakete nötig gewesen.

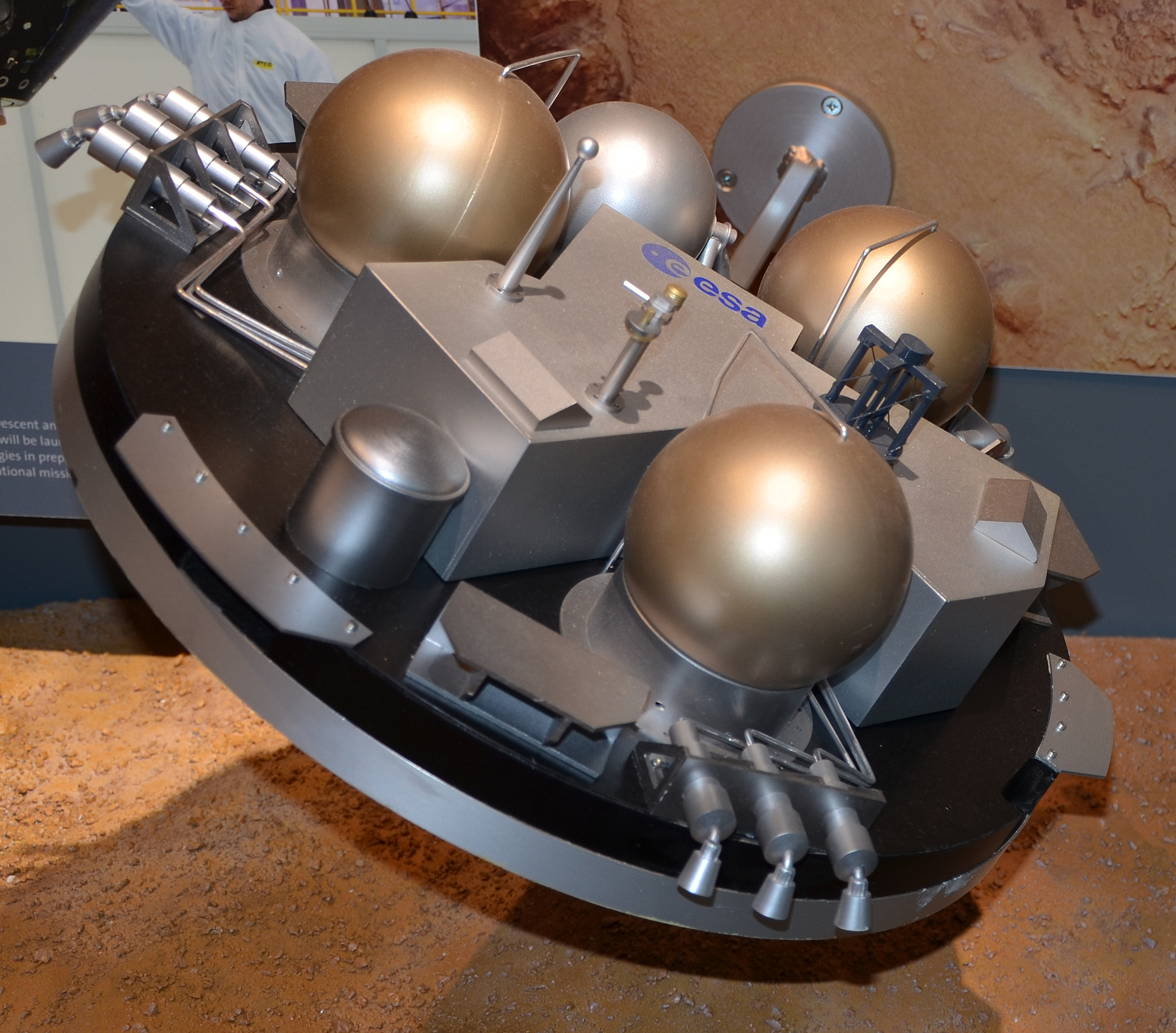
Modell des Entry, Descent and Landing Demonstrator Module auf der Pariser Luftfahrtschau 2013

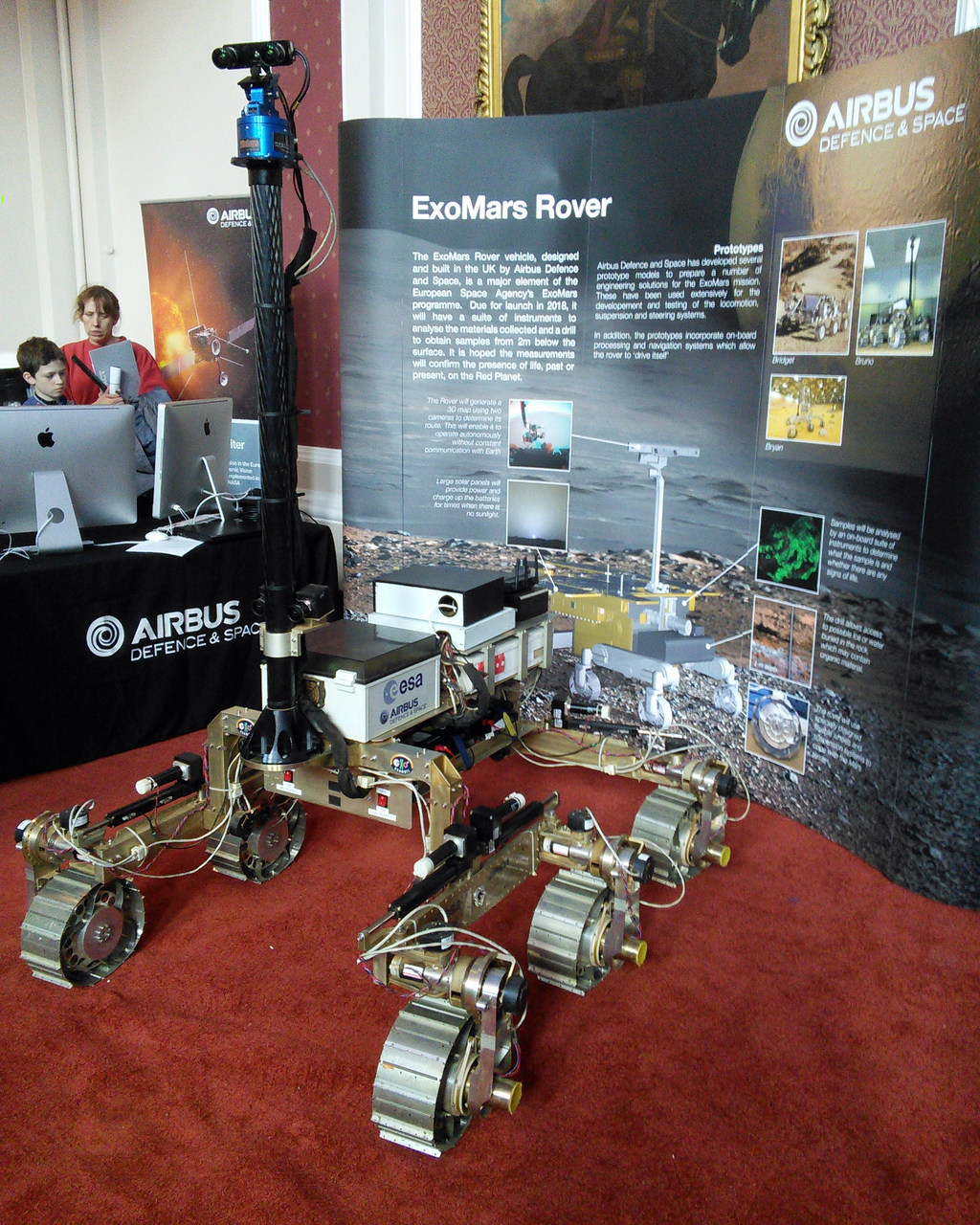
Prototyp des ExoMars Rover beim 2015 Cambridge Science Festival

Die von den Mitgliedsstaaten der ESA festgelegte Obergrenze von 1 Milliarde Euro für Orbiter und Rover war so nicht einzuhalten, weshalb mit der NASA über eine Kooperation verhandelt wurde. Das Konzept aus dem Jahr 2009 umfasste einen NASA-Orbiter, der die Atmosphäre des Mars untersuchen sollte, sowie zwei Rover: den NASA-Rover MAX-C (Mars Astrobiology Explorer-Cacher) und den europäischen ExoMars-Rover. Der Trace Gas Orbiter sollte zusammen mit einem kleinen Lander (Entry, Descent and Landing Demonstrator Module (EDM)) 2016 und die beiden Rover 2018 mit einer Atlas V von Florida starten. Der vom Orbiter mitgeführte kleine Lander, obwohl kaum mit wissenschaftlichen Instrumenten bestückt, sollte die Fähigkeit der ESA demonstrieren, weich auf einem anderen Planeten zu landen. Die beiden Rover sollten ähnlich wie der Rover Curiosity an einem Sky Crane landen und dann unabhängig voneinander ihre Missionen erfüllen.
Ein Bericht (Planetary Science Decadal Survey 2013–2022) der National Academy of Sciences Anfang 2011 und die Kostenschätzung machten größere Sparmaßnahmen nötig. Der MAX-C Rover musste demnach zwingend innerhalb eines Budgets von 2,5 Milliarden Dollar bleiben. Dies wäre aber nur möglich gewesen, wenn das Landesystem von Curiosity fast identisch übernommen worden wäre. Diese Einschränkung hätte nur noch einen Rover ermöglicht. Ein kombiniertes MAX-C Exomars Rover Konzept sollte nun bis Ende 2012 ausgearbeitet werden.

### Roskosmos als Alternative
Im September 2011 kündigte die NASA an, dass sie nicht über die finanziellen Mittel für den Start 2016 verfüge. Deswegen nahm die ESA mit Roskosmos Verhandlungen auf, um Russland als Projektpartner zu gewinnen. Diskutiert wurde darüber, den Start 2016 mit einer Proton-Rakete zu realisieren. Dabei sollte Russland auch Nutzlasten beisteuern und Zugang zu wissenschaftlichen Daten erhalten.
In dem 2012 veröffentlichten Budget der NASA für 2013 wurde explizit die Beendigung jeglicher Beteiligung der NASA an dem ExoMars-Projekt beschlossen. Die Kooperation der ESA mit Roskosmos sollte die beiden Missionen für 2016 und 2018 trotzdem ermöglichen.
Am 14. März 2013 schlossen ESA und Roskosmos einen Vertrag über die Durchführung beider Missionen. Der in den ESA-Staaten gebaute Trace Gas Orbiter inklusive des Landers Schiaparelli wurde im März 2016 an Bord einer russischen Proton-Rakete gestartet. Für die zweite, ursprünglich 2018 geplante Mission fertigte Russland das Abstiegsmodul mit der Oberflächenplattform. Die ESA-Staaten stellten das Transportmodul und den ExoMars Rover selbst her. Der Rover wurde in Stevenhage im ESA-Mitgliedsland Großbritannien gebaut.
Die russische Beteiligung bedingte die Integration radioaktiver Komponenten in den Rover Rosalind Franklin, um die Missionsdauer zu verlängern. Das Design von 2012 beinhaltet Radionuklid-Heizelemente, um die Instrumente warm zu halten. Auch beim Lander Schiaparelli der Trace Gas Orbiter Mission wurde über die Verwendung von russischen Radionuklidbatterien nachgedacht, russische Exportbeschränkungen verhinderten dies jedoch.

### Folgen der russischen Invasion der Ukraine
Die in Folge der russischen Annexion der Krim 2014 verhängten US- und EU-Sanktionen gegen Russland sollten das Projekt nicht verzögern. Ein Risiko bestand für eine verspätete Lieferung von US-amerikanischen Komponenten nach Russland. Als Teil der Sanktionen gegen Russland als Reaktion auf den Angriff auf die Ukraine teilte die ESA mit, dass ein Start im Jahr 2022 nicht durchgeführt werde und die Kooperation mit Roskosmos gestoppt werde. Alternativen für Start und Betrieb des Rovers sollen untersucht werden. Die NASA hat Unterstützung dabei angeboten, Optionen zu finden, um die russischen Komponenten der Mission zu ersetzen. Der Marsrover Rosalind Franklin durchlief im März 2022 wie geplant den Endtest und wäre damit für den Start am 20. September 2022 gemäß der Planung bereit. Da aber der Start abgesagt wurde, wird der Rover nun bei Thales Alenia Space eingelagert. Im November 2022 gab die ESA bekannt, dass der Start auf das Jahr 2028 mit einem eigenen Lander verschoben wurde.

## Wissenschaftliche Nutzlasten

### Konzept von 2004
Die wissenschaftliche Nutzlast, ursprünglich Pasteur genannt, sollte mehrere Instrumente enthalten, um die verschiedenen Aspekte der Marsumwelt zu studieren. Das Konzept wurde später verändert.
Panoramische Instrumente
- PanCam – ein panoramisches Kamerasystem
- WISDOM – ein Bodenradar

Kontakt-Instrumente
- Ma-MISS – IR-Spektroskop am Bohrer
- CLUPI – ein Mikroskop

Analytische Labor-Instrumente
- RLS – ein Raman-Spektroskop
- MicrOmega – ein IR-Spektroskop
- MOMA – ein Laserdesorptions-MS mit einem GC-MS
- Mars-XRD – Röntgen-Spektroskop
- LMC Life Marker Chip – Erkennen von Spuren möglichen früheren oder heutigen Lebens

### Konzept von 2012
2012 wurde die Instrumentenauswahl verändert, um mit einem nach dem Ausstieg der NASA deutlich kleineren Rover zurechtzukommen. Gegenüber dem Konzept von 2004 wurden die zwei dort letztgenannten Instrumente Mars-XRD und LMC ersetzt durch zwei russische Instrumente.
Panoramische Instrumente
- PanCam und WISDOM

Kontakt-Instrumente
- Ma-MISS und CLUPI

Analytische Labor-Instrumente
- RLS, MicrOmega und MOMA

Russische Instrumente
- Infrared Spectrometer for ExoMars (ISEM)
- Adron – Neutronenspektrometer

## Kosten
Mit Stand von 2016 werden die Kosten von ExoMars allein seitens der ESA mit über 1,3 Mrd. € angegeben. Dazu kommen laut Roskosmos nach Angaben aus 2012 noch 1,4 Milliarden US-Dollar für die russische Beteiligung.
Bis zur Ankündigung ihres Rückzugs September 2011 wirkte die NASA zumindest konzeptuell mit, sie stellt einzelne Komponenten, die mitfliegen. Diese Kosten sind nicht bekannt.
Die britische Zeitung The Observer bezifferte die Kosten des Rovers, der in Großbritannien gebaut wurde, im April 2022 mit 840 Millionen Pfund.